# 福禄寿喜门楼
福禄寿喜门楼位于中国浙江省江山市廿八都镇枫溪街24号，是一处江山市文物保护单位。
2000年6月21日，福禄寿喜门楼公布为第四批江山市文物保护单位。